# Kommunalpolitik
Kommunalpolitik umfasst die politische Arbeit in Gebietskörperschaften auf der kommunalen Ebene der Gemeinden, Städte und Kreise. Hierzu zählen insbesondere alle Aspekte der sogenannten Selbstverwaltung. Die Kommunalpolitik wird oft als bürgernächste Art der Politik und Verwaltung bezeichnet, an der vor Ort partizipiert werden kann und Entscheidungen getroffen werden. 
Im weiteren Sinn zählen zur Kommunalpolitik auch Verwaltungskooperationen zwischen den Kommunen sowie die Gesamtheit der politischen Beziehungen dieser Ebene zu übergeordneten politischen Ebenen bis hin zum Gesamtstaat. Weiterhin spielen internationale Beziehungen zwischen Gemeinden untereinander und anderen ausländischen oder übernationalen politischen Akteuren eine immer größere Rolle in der Kommunalpolitik. 
Die Kommunalpolitik ist staatsrechtlich definiert durch

„das Recht einer Gemeinde, ihre Angelegenheiten im Rahmen der staatlichen Ordnung zu regeln.“